# Gibraltar
Gíbraltar je čezmorsko ozemlje Združenega kraljestva Velike Britanije in Severne Irske. Leži v jugozahodni Evropi na skrajnem južnem koncu Iberskega polotoka in ima velik strateški pomen, saj Gibraltarski preliv povezuje Atlantski ocean in Sredozemsko morje ter Evropo in Afriko.
Gibraltar leži na severni strani Gibraltarskega preliva, to je na mestu, kjer se Evropa najbolj približa Afriki.

## Zgodovina

### Prazgodovina in stara zgodovina
V Gorhamovi jami so odkrili dokaze o bivanju neandertalca v Gibraltarju izpred približno 50.000 let. Gibraltarske jame je Homo sapiens še naprej uporabljal po dokončnem izumrtju neandertalcev. Kamnito orodje, starodavna ognjišča in živalske kosti izpred približno 40.000 let do približno 5000 let so našli v nahajališčih Gorhamove jame.
V gibraltarskih jamah so našli številne črepinje iz neolitika, večinoma vrste, značilne za almerijsko kulturo, ki jo najdemo drugod po Andaluziji, zlasti okoli mesta Almeria, po katerem je dobila ime. Malo je dokazov o bivanju v bronasti dobi, ko so ljudje večinoma prenehali živeti v jamah.
Sredozemska ljudstva so v starih časih obravnavala Gibraltar kot kraj verskega in simbolnega pomena. Feničani so bili prisotni več stoletij od okoli leta 950 pr. n. št. in očitno uporabljali Gorhamovo jamo kot svetišče genius loci, kakor so to storili Kartažani in Rimljani za njimi. Gibraltar je bil znan kot Mons Calpe, ime morda feničanskega izvora. Stari Grki in Rimljani so Mons Calpe smatrali za enega od Herkulovih stebrov po grški legendi o tem, da je Heraklej ustvaril Gibraltarski preliv. Ni znanih arheoloških dokazov o stalnih naselbinah iz antičnega obdobja. Naselili so se na vrhu zaliva v tem, kar je danes znano kot Campo (zaledje) Gibraltarja. Mesto Carteia, blizu lokacije sodobnega španskega mesta San Roque, so ustanovili Feničani okoli leta 950 pr. n. št. na mestu zgodnje naselbine domorodnega ljudstva Turdetani.[28]

### Srednji vek
Po propadu Zahodnega rimskega cesarstva je Gibraltar za kratek čas prišel pod nadzor Vandalov, ki so na povabilo Bonifacija, grofa (ali poveljnika) ozemlja, prestopili v Afriko.
Območje je kasneje skoraj 300 let, od leta 414 do 711 našega štetja, predstavljalo del Vizigotskega kraljestva Hispanije.
Po napadu leta 710 je pretežno berberska vojska pod poveljstvom Tarika ibn Zijada aprila 711 prečkala Severno Afriko in pristala nekje v bližini Gibraltarja (čeprav najverjetneje ne v zalivu ali na sami Skali). Tarikova ekspedicija je vodila do islamske osvojitve večine Iberskega polotoka. Mons Calpe se je preimenoval v Jabal Ṭāriq (جبل طارق), »Tarikova gora«, ki je bila pozneje spremenjena v Gibraltar.
Leta 1160 je almohadski sultan Abd al-Mu'min ukazal zgraditi stalno naselbino, vključno z gradom. Prejelo je ime Medinat al-Fath (mesto zmage). Počastitveni stolp mavrskega gradu stoji še danes.
Od leta 1274 dalje so se za mesto bojevali in ga zavzeli Nasridi iz Granade (leta 1237 in 1374), Marinidi iz Fesa (leta 1274 in 1333) in kralji Kastilije (leta 1309). Po Nasridovem uničenju in zapustitvi Algecirasa okoli leta 1375 in Nasridovi pridobitvi Gibraltarja od Marinidov leta 1375 so Nasridi dali prednost Gibraltarju (slabše naravno pristanišče kot Algeciras, vendar z boljšimi obrambnimi zmogljivostmi) kot vojaško in urbano postojanko v prelivu, čeprav Gibraltar v tem obdobju ni nikoli dosegel velikega števila prebivalcev.

### Moderna doba
Leta 1462 je Gibraltar zavzel Juan Alonso de Guzmán, 1. vojvoda Medine Sidonije, iz Emiratov Granade.
Po osvojitvi je Henrik IV. Kastiljski prevzel dodatni naslov kralja Gibraltarja in ga ustanovil kot del comarca Campo Llano de Gibraltar. Šest let pozneje je bil Gibraltar vrnjen vojvodi Medine Sidonia, ki ga je leta 1474 prodal skupini 4350 spreobrnjencev (krščanskih spreobrnjencev iz judovstva) iz Cordove in Sevilje v zameno za vzdrževanje garnizije v mestu dve leti, po tem ko so bili izgnani, so se vrnili v svoje domače kraje ali pa so se preselili v druge dele Španije. Leta 1501 je Gibraltar prešel nazaj na špansko krono in Izabela I. Kastiljska je izdala kraljevi nalog, s katerim je Gibraltar dobil grb, ki ga še vedno uporablja.
Leta 1704, med vojno za špansko nasledstvo, je združeno anglo-nizozemsko ladjevje, ki je predstavljalo Veliko zavezništvo, zavzelo mesto Gibraltar v imenu avstrijskega nadvojvode Karla v njegovi kampanji za španskega kralja. Kasneje je večina prebivalstva zapustila mesto, veliko pa se jih je naselilo v bližini. Ko se je kampanja zavezništva končala, je bila leta 1713 sklenjen Utrechtski mir, ki je Veliki Britaniji prepustil nadzor nad Gibraltarjem, da bi zagotovil britanski umik iz vojne. Španski monarhi so neuspešno poskušali ponovno pridobiti Gibraltar z obleganjem leta 1727 in ponovno z velikim obleganjem Gibraltarja (1779 do 1783) med ameriško vojno za neodvisnost.
Po uničujočem velikem obleganju je bilo mesto skoraj v celoti obnovljeno. Giovanni Maria Boschetti, ki je prispel v Gibraltar leta 1784 kot 25-letnik iz Milana, kjer naj bi bil kamnosek ali inženir, je zgradil Victualling Yard (dokončano leta 1812) in številne druge stavbe. Boschetti velja za odgovornega za oblikovanje sloga starega mesta, ki ga je opisala Claire Montado, izvršna direktorica Gibraltar Heritage Trust, kot »obokana vrata v slogu vojaških ukazov, italijanski štukaturni relief, genovska polkna, angleški regentski železni balkoni, španski vitraž ter jurijanska krila in krilna okna.«
Med napoleonskimi vojnami je Gibraltar postal ključno oporišče kraljeve mornarice in je imel pomembno vlogo pred bitko pri Trafalgarju (21. oktober 1805). Kot ena od štirih cesarskih trdnjav (skupaj s Halifaxom, Novo Škotsko, Bermudi in Malto) je bila zaradi svoje strateške lege ključna baza med krimsko vojno 1854–1856. V 18. stoletju je številčnost mirnodobne vojaške garnizije nihala od najmanj 1100 do največ 5000. V prvi polovici 19. stoletja je prišlo do znatnega povečanja prebivalstva na več kot 17.000 leta 1860, ko so se ljudje iz Britanije in vsega Sredozemlja – Italijani, Portugalci, Maltežani, Judje in Francozi – naselili v mestu.
Njegova strateška vrednost se je povečala z odprtjem Sueškega prekopa, saj je ležal na morski poti med Veliko Britanijo in Britanskim imperijem vzhodno od Sueza. V poznejšem 19. stoletju so bile izvedene velike naložbe v izboljšanje utrdb in pristanišča.

### Sodobna zgodovina
Med drugo svetovno vojno je bila večina civilnega prebivalstva Gibraltarja evakuirana, predvsem v London, pa tudi v dele Maroka in Madeire ter v taborišče Gibraltar na Jamajki. Skala je bila utrjena kot trdnjava. 18. julija 1940 so vichyjevske francoske zračne sile napadle Gibraltar v maščevanje za britansko bombardiranje vichyjske mornarice. Pomorska baza in ladje, ki so bile tam, so imele ključno vlogo pri oskrbi in oskrbi otoka Malta med njegovim dolgim obleganjem. Poleg pogostih kratkih letov, znanih kot 'klubski teki', proti Malti, da bi odleteli z letal okrepitev (sprva Hurricane, kasneje pa zlasti z letalonosilke USN Wasp, Spitfires), je bil kritični konvoj operacije Pedestal gnan iz Gibraltarja avgusta 1942. S tem so otok v kritičnem času ob zgoščenih zračnih napadih nemških in italijanskih sil obnovili. Nepripravljenost španskega diktatorja Francisca Franca, da nemški vojski dovoli vstop na španska tla, je onemogočila nemški načrt za zavzetje Skale, pod kodnim imenom Operacija Felix.
V 1950-ih je Franco obnovil zahtevo Španije po suverenosti nad Gibraltarjem in omejil gibanje med Gibraltarjem in Španijo. Gibraltarci so z veliko večino glasovali, da ostanejo pod britansko suverenostjo na referendumu o suverenosti Gibraltarja leta 1967, kar je pripeljalo do sprejetja gibraltarske ustavne odredbe leta 1969. V odgovor je Španija popolnoma zaprla mejo z Gibraltarjem in prekinila vse komunikacijske povezave. Meja s Španijo je bila delno ponovno odprta leta 1982 in v celoti ponovno odprta leta 1985 pred pristopom Španije k Evropski skupnosti.
V zgodnjih 2000-ih sta se Britanija in Španija pogajali o možnem sporazumu, po katerem bi si delili suverenost nad Gibraltarjem. Gibraltarska vlada je organizirala referendum o načrtu in 99 % prebivalcev je glasovalo za njegovo zavrnitev. Leta 2008 se je britanska vlada zavezala, da bo spoštovala želje Gibraltarcev. Nova ustava je bila potrjena na referendumu leta 2006. Proces tristranskih pogajanj se je začel leta 2006 med Španijo, Gibraltarjem in Združenim kraljestvom, pri čemer so bile odpravljene nekatere omejitve in obravnavani spori na nekaterih specifičnih področjih, kot so zračni promet, carinski postopki, telekomunikacije, pokojnine in kulturna izmenjava.
Na britanskem referendumu o članstvu v Evropski uniji je 96 % Gibraltarcev ob 84-odstotni udeležbi glasovalo za obstanek. Španija je obnovila pozive k skupnemu špansko-britanskemu nadzoru nad polotokom; glavni gibraltarski minister jih je močno zavrnil. Vendar se je 18. oktobra 2018 zdelo, da je Španija dosegla dogovor z Združenim kraljestvom v zvezi s svojimi ugovori glede izstopa Gibraltarja iz EU z Združenim kraljestvom, pri čemer je španski premier Pedro Sánchez izjavil: »Gibraltar ne bo več problem pri prihodu pri dogovoru o brexitu.«
31. januarja 2020 je Združeno kraljestvo zapustilo Evropsko unijo in posledično Gibraltar. V skladu s pogoji prehodne faze v sporazumu o izstopu iz brexita je odnos Gibraltarja z EU ostal nespremenjen do konca leta 2020, ko ga je nadomestil sporazum o trgovini in sodelovanju med EU in Združenim kraljestvom. 31. decembra 2020 sta se Združeno kraljestvo in Španija načeloma dogovorila o podlagi za pogajanja med EU in Združenim kraljestvom o sporazumu, s katerim bi Gibraltar sodeloval v schengenskem območju, da bi se izognili trdi meji s Španijo. Dogovori niso začeli veljati.
Leta 2022 je Gibraltar začel potegovati za status mesta v okviru Platinum Jubilee Civic Honors. Ponudba je bila zavrnjena, vendar so raziskovalci, ko so pregledali Državni arhiv, ugotovili, da ga je kot mesto priznala že kraljica Viktorija Britanska leta 1842. Status je začel veljati 29. avgusta 2022.

## Demografija
Gibraltar je eno najgosteje naseljenih ozemelj na svetu, saj je imel ob štetju leta 2012 32.194 prebivalcev, kar ustreza približno 4959 prebivalca na kvadratni kilometer.
Prebivalci so mešanica narodov, ki so se priselili v zadnjih tristotih letih.
Izvor priimkov v volilnem imeniku v odstotkih je: britanski (27 %), španski (26 %, večinoma andaluzijski, a tudi približno 2 % menorskih), genoveški in drugi italijanski (15 %), portugalski (15 %) in malteški ( 8 %). Obstaja tudi majhna (manj kot 1 %) populacija drugih skupin, kot so Maročani, Francozi, Avstrijci, Kitajci, Japonci, Poljaki in Danski.
Migracija iz Španije in čezmejne poroke so bile stalnica do Francove blokade španskih meja z Gibraltarjem. Franco je s tem odrezal mnoge prebivalce od svojih sorodnikov v Španiji. Španska socialistična vlada je 10 let po Francovi smrti ponovno odprla meje.
Uradni jezik Gibraltarja je angleščina, uporabljajo ga vlada in šole. Večina domačinov je dvojezičnih, govorijo tudi špansko. Vendar pa zaradi raznolike mešanice etničnih skupin, ki tam prebivajo, na skali govorijo tudi druge jezike. Maroška skupnost govori berbersko in arabsko, indijska pa hindi in sindhi. Nekatere družine malteškega rodu govorijo malteščino.
Gibraltarci se pogosto pogovarjajo v Llanitu (izgovarja se [ʎaˈnito]), domači jezik, značilen za Gibraltar. Temelji na andaluzijski španščini z močno mešanico britanske angleščine in elementov iz jezikov, kot so malteščina, portugalščina, genoveška italijanščina in Haketia (judovsko-špansko narečje). Llanito pogosto vključuje tudi prehod na kodo v angleščino in španščino.

## Geografija

### Pokrajina in narava
Gibraltarsko ozemlje pokriva 6,7 kvadratnih kilometrov in ima 1,2 kilometra kopenske meje s Španijo. Mesto La Línea de la Concepción, občina province Cádiz, leži na španski strani meje. Špansko zaledje tvori comarca - okrožje Campo de Gibraltar (dobesedno 'podeželje Gibraltarja'). Dolžina obale je 12 kilometrov. Obstajata dve obali (Sides) Gibraltarja: vzhodna stran, ki vsebuje naselji Sandy Bay in Katalonski zaliv in Westside, kjer živi velika večina prebivalstva. Gibraltar nima upravne delitve, je pa razdeljen na sedem glavnih stanovanjskih območij.
Gibraltar je, do nedavnega z zanemarljivimi naravnimi viri in malo naravnimi sladkovodnimi viri, omejenimi na naravne vodnjake na severu, za zbiranje deževnice uporabljal velika betonska ali naravna vodna zajetja. Svežo vodo iz vrtin danes dopolnjujeta dve napravi za razsoljevanje: obrat za reverzno osmozo, zgrajen v predoru znotraj kamnine in večstopenjska naprava za hitro destilacijo v Severnem Molu.
Gibraltarski teren je sestavljen iz 426 metrov visoke Gibraltarske skale iz jurskega apnenca in ozke obalne nižine, ki jo obdaja. Vsebuje številne ceste v predorih, ki jih večinoma še vedno upravlja vojska in so zaprte za širšo javnost. 
Povsod navzoči [berberski makak]]i (Macaca sylvanus), votlina s kapniki St. Michael's Cave in v skale izkopani obrambni položaji iz dobe obleganja 1779–1783 so glavne turistične zanimivosti.
Mesto Gibraltar leži na ozkem pasu na vzhodni strani, kjer je skala manj strma. Na južnem rtu (Europa Point) stoji svetilnik, zgrajen leta 1841.

### Rastlinstvo in živalstvo
Na skali raste več kot 500 različnih vrst cvetočih rastlin. Gibraltar je edino mesto v Evropi, kjer v divjini raste gibraltarski grenik (Iberis gibraltarica); rastlina sicer izvira iz severne Afrike. Je simbol naravnega rezervata Upper Rock. Oljke in borovci so med najpogostejšimi rastlinami okoli skale.
Večino zgornjega območja skale pokriva naravni rezervat, v katerem živi okoli 230 berberskih makakov (Macaca sylvanus), znanih gibraltarskih opic. Zaradi opic imenujejo Gibraltarsko skalo tudi Opičja skala. To so edine divje opice v Evropi. Ta vrsta, znanstveno znana kot Macaca sylvanus, je na Rdečem seznamu IUCN navedena kot ogrožena in upada. Tri četrtine svetovne populacije živi v gorah Srednjega Atlasa v Maroku. Nedavne genetske študije in zgodovinski dokumenti kažejo na njihovo prisotnost na skali, preden so jo osvojili Britanci, morda že v času islama. Legenda pripoveduje, da se bo britanska oblast v Gibraltarju končala, ko bo zadnja opica zapustila skalo. Legenda naj bi imela osnovo v zgodbi iz časa obleganja v letih 1779–1783. Opice naj bi opozorile Angleže pred nočnim napadom Špancev in Francozov. Leta 1944 je bil britanski premier Winston Churchill tako zaskrbljen zaradi vse manjšega števila opic, da je kolonialnemu sekretarju poslal sporočilo, v katerem je zahteval, da se nekaj naredi glede razmer.
Med drugimi sesalci, ki jih najdemo v Gibraltarju, so zajci, lisice in netopirji. V Gibraltarskem zalivu pogosto opazimo delfine in kite. Pogoste so ptice selivke in Gibraltar je dom edinih berberskih jerebic na evropski celini.
Leta 1991 je Graham Watson, gibraltarski evroposlanec, izpostavil bojazen naravovarstvenikov, da razvoj mest, turizem in invazivne rastlinske vrste ogrožajo rastline Gibraltarja, pa tudi ptice in netopirje.

## Politika

### Odnos do Združenega kraljestva
Gibraltar je kronska kolonija Združenega kraljestva. Ima lastno vlado, ki ima pristojnosti samouprave, razen področij obrambe, zunanje politike in notranje varnosti, ki so v pristojnosti Združenega kraljestva. Vodja države je angleški kralj, ki ga zastopa guverner. Guverner je tudi poveljnik oboroženih sil in policije.

### Politični sistem
Prebivalci volijo 15 članski parlament (House of Assembly), ki ga sestavljajo le poslanci dveh najmočnejših strank. Zmagovalna stranka dobi osem poslanskih mest, stranka, ki je druga po rezultatu pa sedem. Tako ni nikdar potrebna koalicija. Guverner imenuje vodjo zmagovalne stranke za ministrskega predsednika. V vladi sta še finančni in pravosodni minister.
Vodilne stranke so za samoupravo Gibraltarja in so proti kakršnim koli sporazumom s Španijo.

### Status v okviru Evropske unije
Gibraltar je del Evropske unije. S stališča EU so prebivalci Gibraltarja državljani Združenega kraljestva. Je pa nekaj izjem:
- Gibraltar ni del skupnega trga
- ne sodeluje v skupni kmetijski in ribolovni politiki
- ne uporabljajo se določila EU o davku na dodano vrednost

V letu 2003 so dobili prebivalci Gibraltarja volilno pravico za volitve v Evropski parlament. Gibraltar spada v volilno okrožje južne Anglije, ki ima sedem poslancev.

## Promet
Gibraltar je prometno povezan z Veliko Britanijo prek mednarodnega letališča Gibraltar. Letalske družbe Gibraltar povezujejo z letališči v Londonu, Manchestru, Bristolu in Birminghamu. Letalski promet se odvija tudi z Marokom, do letališč v Casablanci in Tangerju. S Španijo je povezan prek cestne povezave.

## Galerija
- Gibraltarska ožina, Posnetek: NASA
- Mejni prehod med Gibraltarjem in Španijo
- Pogled s Skale na Gibraltar
- Magot (Macaca sylvanus)
- Gibraltar iz La Línea de la Concepción
- "Največja" atrakcija Gibraltarja